# جان فو
جان فو (انگلیسی: Jon Foo؛ زادهٔ ۳۰ اکتبر ۱۹۸۲) بازیگر، رزمی‌کار و بدل‌کار، طراح دیجیتال، اهل بریتانیا است. اصلیت فو مربوط یه چین و ایرلند می‌باشد. وی از سال ۲۰۰۴ میلادی تاکنون مشغول فعالیت بوده‌است.
او یکی از اعضای تیم بدل‌کاری جکی چان است. از فیلم‌ها یا برنامه‌های تلویزیونی که وی در آن نقش داشته‌است، می‌توان به تکن اشاره کرد.

## اوایل زندگی
فو در لندن به دنیا آمد. پدرش یک دورگه چینی-سنگاپوری و مادرش یک دورگه ایرلندی-انگلیسی است. فو ۳ خواهر دارد. خانواده فو همیشه در حال سفر بودند. پدرش مربی کاراته و مادرش مربی جودو بود. او از ۸ سالگی شروع به یادگیری کونگ فو کرد و در ۱۵ سالگی به‌طور حرفه‌ای شروع به فراگیری ووشو کرد. وی هم‌اکنون ساکن لس آنجلس است.

## حرفه بازیگری
فو به عنوان مربی و بازیگر در فیلم‌های خانه خشم، محافظ، بتمن، و زندگی به شهرت رسید. او بهترین کاراکتر نقش جین کازاما در فیلم تیکن ۲۰۱۰ را بازی کرده‌است. وی نقش ریو در فیلم کوتاه مبارز خیابانی: میراث بازی کرده‌است. فو در سریال ساعت شلوغ در نقش افسر فو به همراه دومینیک پورسل بازی کرده‌است.